# First Round Knock Out
First Round Knock Out es el segundo álbum de complicación de Dr. Dre de 1996.

## Lista De Canciones
1. First Round Knockout- 0:47 (Intro)
2. Deep Cover - 4:16 (Dr. Dre & Snoop Dogg)
3. Bridgette"- 4:40 (The D.O.C.)
4. Nickel Slick Nigga - 4:56 (Kokane)
5. Requests- 0:13 (Interlude)
6. He's Bionic - 4:02 (World Class Wreckin' Cru)
7. Cru Juice - 4:12 (World Class Wreckin' Cru)
8. Funky Flute - 4:36 (Jimmy Z & Dr. Dre)
9. Nicety - 3:22 (Michel'le)
10. Indo Freak - 0:11 (Interlude)
11. Turn Off The Lights - 5:45 (World Class Wreckin' Cru & Michel'le)
12. Who's Phuckin' Who? - 0:14 (Interlude)
13. The Sex Is On - 4:28 (Po' Broke & Lonely)
14. It's Not Over - 4:25 (Rose Royce)
15. The Fly - 4:57 (World Class Wreckin' Cru)

- Datos: Q5453772